# (36183) 1999 TX16
1999 TX16 (asteroide 36183) é um asteroide Amor. Possui uma excentricidade de 0.33271441 e uma inclinação de 38.21603º.
Este asteroide foi descoberto no dia 13 de outubro de 1999 por LINEAR em Socorro.